# Alison Wyeth
Alison Wyeth (geb. 26. Mai 1964 in Southampton, Vereinigtes Königreich) ist eine ehemalige britische Mittel- und Langstreckenläuferin.

## Sportliche Laufbahn

### National
Alison Wyeth wurde insgesamt drei Mal britische Amateurmeisterin der Amateur Athletic Association über 1500 m (1993), 3000 m (1989) und 5000 m (1995).
Hinzu kommen zwei britische Meisterschaften über 1500 m (1990 und 1991).

### International
Den ersten internationalen Wettkampf bestritt Alison Wyeth bei den Crosslauf-Weltmeisterschaften 1987 in Warschau. Im Frauenwettbewerb über 5,05 km kam sie als 96. mit einer Zeit von 18:26 min ins Ziel. Zwei Jahre später in Stavanger reichten ihre 23:43 min über 6 km für Platz 28.
Im folgenden Jahr startete sie für die englische Mannschaft bei den Commonwealth Games 1990 im neuseeländischen Auckland. Im 3000-Meter-Rennen belegte sie in 9:23,12 min Platz 11. In Aix-les-Bains nahm Wyeth zum dritten Mal an Crosslauf-Weltmeisterschaften. Das Rennen ging wieder über 6 km. Mit 21:09 min kam Wyeth auf Platz 99 ins Ziel. Für die englische Mannschaft startete sie. Bei den Europameisterschaften in Split repräsentierte sie dann das Vereinigte Königreich über 3000 m. Mit einer Zeit von 8:52,26 min erreichte sie Platz 10.
1991 kam ihr vierter und letzter Einsatz als Crossläuferin. In Antwerpen wurde sie bei den Crosslauf-Weltmeisterschaften 36. in einem Rennen über 6,425 km (Zeit: 21:32 min). In der Folgezeit ging sie international nur noch über 3000 m an den Start. Bei den Weltmeisterschaften in Tokio wurde sie mit 8:44,73 min Elfte.
Als zeitschnellste Lucky Loser qualifizierte sich Alison Wyeth bei den Olympischen Spielen 1992 in Barcelona für das Finale. Hier belegte sie mit 9:00,23 min Platz 9. Im Jahr darauf erreichte sie bei den Weltmeisterschaften in Stuttgart mit 8:38,42 min Platz 5.
Ein sechster Platz sprang für Wyeth bei den Halleneuropameisterschaften 1994 in Paris heraus. Ihre Zeit wurde mit 9:04,35 min gestoppt. Die gleiche Platzierung gelang ihr bei den Europameisterschaften in Helsinki mit einer Zeit von 8:45,76 min. Für die englische Mannschaft startete Alison Wyeth dann bei den Commonwealth Games 1994 im kanadischen Victoria. Mit 8:47,98 min konnte sie die Bronzemedaille gewinnen.
Anschließend wagte sich Alison Wyeth an die 5000 m. Bei den Weltmeisterschaften 1995 in Göteborg konnte sie jedoch ihr Rennen nicht beenden. Bei den Olympischen Spielen 1996 in Atlanta schied sie mit 16:24,74 min im Vorlauf aus.
Letztmals repräsentierte sie das Vereinigte Königreich bei den Weltmeisterschaften im Halbmarathon 1998 in Uster (Schweiz). Hier belegte sie mit einer Zeit von 1:16:44 h Platz 67.

## Persönliche Bestzeiten
Der Weltleichtathletikverband IAAF listet für Alison Wyeth folgende Bestzeiten:
| Disziplin    | Zeit         | Datum              | Ort       |
| ------------ | ------------ | ------------------ | --------- |
| 1500 m       | 4:03,17 min  | 7. August 1993     | Monaco    |
| eine Meile   | 4:30,24 min  | 1. Juli 1994       | Gateshead |
| 3000 m       | 8:38,42 min  | 16. August 1993    | Stuttgart |
| 5000 m       | 15:00,37 min | 7. Juli 1995       | London    |
| Halbmarathon | 1:10:54 h    | 28. März 1998      | Den Haag  |
| Marathon     | 2:38:26 h    | 26. September 1999 | Edinburgh |

## Privatleben
Alison Wyeth war mit dem britischen Langstreckenläufer John Nuttall verheiratet. Die Ehe wurde geschieden. Mit Nuttall hat sie eine gemeinsame Tochter, Hannah Nuttall, ebenfalls eine Langstreckenläuferin.